# Вілар-ду-Монте (Маседу-де-Кавалейруш)
Вілар-ду-Монте (порт. Vilar do Monte; МФА: [vi.ˈɫaɾ du ˈmõ.tɨ]) — парафія в Португалії, у муніципалітеті Маседу-де-Кавалейруш. Розташована в північно-східній частині країни, на теренах історичної португальської провінції Трансмонтана. Входить до складу округу Браганса. За адміністративним поділом, чинним до 1976 року, терени парафії були складовою провінції Трансмонтана і Верхнє Дору. Належить до Брагансько-Мірандської діоцезії Католицької церкви. Патрон — Мартин Турський. Площа — 6,2263 км². Населення — 104 ос. (2011). Слабо урбанізований регіон. Густота населення — 16,7 осіб/км²
. Код — 040535.

## Населення
| Кількість мешканців | Кількість мешканців | Кількість мешканців | Кількість мешканців | Кількість мешканців | Кількість мешканців | Кількість мешканців | Кількість мешканців | Кількість мешканців | Кількість мешканців | Кількість мешканців | Кількість мешканців | Кількість мешканців | Кількість мешканців | Кількість мешканців |
| ------------------- | ------------------- | ------------------- | ------------------- | ------------------- | ------------------- | ------------------- | ------------------- | ------------------- | ------------------- | ------------------- | ------------------- | ------------------- | ------------------- | ------------------- |
| 1864                | 1878                | 1890                | 1900                | 1911                | 1920                | 1930                | 1940                | 1950                | 1960                | 1970                | 1981                | 1991                | 2001                | 2011                |
| 268                 | 269                 |                     | 180                 | 272                 | 214                 | 235                 | 264                 | 266                 | 289                 | 222                 | 229                 | 158                 | 142                 | 104                 |